# ژانگ یی
ژانگ یی (انگلیسی: Zhang Yi; ۱۷ فوریهٔ ۱۹۷۸ –) بازیگر اهل چین است. وی از سال ۲۰۰۵ میلادی تاکنون مشغول فعالیت بوده است.
از فیلم‌ها یا برنامه‌های تلویزیونی که وی در آن نقش داشته است می‌توان به تأسیس یک حزب، عملیات دریای سرخ، یک لحظه، کوهنوردان، هشتصد، تکتیراندازها، رودخانه سرخ، و ماده ۲۰ اشاره کرد.